# USS Vincennes (CA-44)
USS Vincennes byl těžký křižník třídy New Orleans sloužící za druhé světové války v americkém námořnictvu. Konstrukce lodi byla vylepšením předchozí třídy Northampton.
V dubnu 1942 Vincennes doprovázel americké letadlové lodě plující provést Doolittlův nálet na Tokio. V červnu 1942 se pak účastnil bitvy u Midway.
Vincennes byl potopen dne 9. srpna 1942 v bitvě u ostrova Savo. Japonskému císařskému námořnictvu se zde podařilo spojence zcela zaskočit a v noční bitvě byly potopeny celkem čtyři spojenecké těžké křižníky (USS Astoria, USS Quincy, Vincennes a australský HMAS Canberra).